# شارلوت أرنولد
شارلوت أرنولد (بالإنجليزية: Charlotte Arnold)‏ (و. 1989 – م) هي ممثلة، وممثلة صوت، من كندا، ولدت في تورونتو.

## وصلات خارجية
- شارلوت أرنولد على موقع IMDb (الإنجليزية)
- شارلوت أرنولد على موقع ألو سيني (الفرنسية)
- شارلوت أرنولد على موقع أول موفي (الإنجليزية)
- شارلوت أرنولد على موقع قاعدة بيانات الفيلم (الإنجليزية)
- شارلوت أرنولد على موقع كينوبويسك (الروسية)